# Kinda pastorat
Kinda pastorat är ett pastorat i Östgötabygdens kontrakt (före 2017 Stångå kontrakt) i Linköpings stift.
Pastoratet bildades 2009 och består av 
- Kisa församling
- Västra Eneby församling
- Tidersrums församling
- Hycklinge församling
- Horns församling

Pastoratet bildades genom en sammanläggning av Kisa pastorat med Horn och Hycklinge pastorat.
Pastoratskod är 021610.